# Lemniscomys roseveari
Lemniscomys roseveari is een knaagdier uit het geslacht Lemniscomys.

## Verspreiding
Deze soort komt voor in Zambia. Deze soort is bekend van twee verschillende locaties, Zambezi (ook wel Balovale genoemd) en Solwezi.

## Verwantschap
De soort behoort met de aalstreepgrasmuis (L. griselda), L. rosalia en L. linulus tot de L. griselda-groep. Het is nog niet zeker of L. roseveari werkelijk iets anders is dan L. rosalia.
Zebragrasmuis (Lemniscomys barbarus) · Lemniscomys bellieri · Aalstreepgrasmuis (Lemniscomys griselda) · Lemniscomys hoogstraali · Lemniscomys linulus · Lemniscomys macculus · Lemniscomys mittendorfi · Lemniscomys rosalia · Lemniscomys roseveari · Gestreepte grasmuis (Lemniscomys striatus) · Lemniscomys zebra